# Bestair
Bestair (Bestair Havayolları) was een Turkse luchtvaartmaatschappij. De maatschappij had haar hoofdkantoor in Istanboel en vloog chartervluchten naar binnenlandse en buitenlandse bestemmingen.
In oktober 2009 heeft Bestair zijn werkzaamheden gestaakt.

## Geschiedenis
De eerste vlucht van deze maatschappij vond plaats op 17 juni 2006. De maatschappij werd opgericht door de Tunca Groep.

## Bestemmingen
Bestair vloog naar bestemmingen in onder andere Nederland, België, Duitsland, Zwitserland, Verenigd Koninkrijk en Turkije.

## Vloot
De vloot van Bestair bestond uit de volgende toestellen (december 2008):
- 2 Airbus A321 (een vliegtuig vliegt voor Onur Air, het andere voor Ariana Afgan Airlines)
- 1 McDonnell Douglas MD-82 (vliegt voor Onur Air)

De gemiddelde leeftijd van de vloot was 19,2 jaar (december 2008).